# Медаль «За самопожертвование и отвагу»
Медаль «За самопожертвование и отвагу» (пол. Medal Za Ofiarność i Odwagę) — учреждена в соответствии с актом парламента ПНР 17 февраля 1960 года, была включена в реестр государственных наград Третьей Республики Актом Парламента Польской Республики от 16 октября 1992 года «О государственных наградах» (Dz. U. 99/450).
Медаль была разработана в 1960 году польским скульптором Юзефом Гославским.

## Положение
Согласно положению: 

медалью награждаются граждане Польши, а также иностранцы за смелость, отвагу и самопожертвование, проявленные при спасении людей, государственной собственности и имущества граждан с риском для собственной жизни во время стихийных бедствий: пожарах, наводнениях, землетрясениях.
До учреждения медали «За самопожертвование и отвагу» за аналогичные подвиги производилось награждение Крестом заслуги.
Медаль «За самопожертвование и отвагу» учреждена в единственном классе. Награждение могло производиться многократно. При повторном и т.д. награждениях награждённому выдается только Диплом, а на ленту к уже имеющейся медали крепится поясок из посеребренного метала. В случае гибели награждённого медаль передавалась семье погибшего как память.
Медаль «За самопожертвование и отвагу» носится на левой стороне груди после бронзового Креста Заслуги (или медали «Победы и Свободы»).
После включения в реестр наград, 16 октября 1992 года, положение о награждении медалью «За самопожертвование и отвагу» и её описание не изменялись.
Награждение производится от имени Президента Республики.

## Описание
Медаль «За самопожертвование и отвагу» круглая серебряная диаметром 35 мм.
На лицевой стороне медали в центральной её части в углублении в виде треугольника со срезанными вершинами помещена композиция, состоящая из фигуры мужчины и женщины на фоне стихийного бедствия. Фигуры развернуты вправо. Мужчина, преклонив колено, правой рукой придерживает за талию женщину. Левая рука мужчины вытянута в призыве о помощи и выходит за рамку треугольника. На переднем плане фигура женщины на коленях, запрокинутая назад, с руками, протянутыми влево. Руки женщины также выходят за рамку треугольника.
На оборотной стороне медали в треугольнике, идентичном треугольнику на лицевой стороне, помещена надпись в пять строк: «ZA / OFIARNOSC / I ODWAGE / W OBRONIE / ZYCIA I MIENIA». Буква «I» отделена от слов надписи точками: в третьей строке одной, в пятой строке двумя. В верхней части треугольника, над надписью, изображены три дубовых листа: два расположены горизонтально, один вертикально.
Все надписи и изображения на медали выпуклые рельефные.
В верхней части медали имеется ушко с кольцом, с помощью которого она крепится к ленте. Лицевая сторона кольца украшена орнаментом.

## Лента
Лента медали «За самопожертвование и отвагу» шёлковая муаровая зелёного цвета с продольными полосами красного цвета по бокам. Ширина ленты 35 мм, ширина красных полос 4 мм.